# Friões
Friões ist eine Gemeinde (Freguesia) im portugiesischen Kreis Valpaços. In ihr leben 447 Einwohner (Stand 19. April 2021).